# Clásico Quiteño
El clásico quiteño o clásico capitalino es un partido de fútbol en el que se enfrentan dos de los equipos más ganadores de la ciudad de Quito del fútbol ecuatoriano, El Nacional y Liga Deportiva Universitaria, con 13 títulos nacionales cada uno, este partido se origina en la década de los '60 pero gana más repercusión en los '90 y 2000.

## Historia
El primer encuentro entre ambos equipos se en la 4.ª fecha del torneo el 13 de diciembre de 1964, lo ganó el CD El Nacional 1-0 con gol de Marcelo Vicente Cabezas, era el primer campeonato nacional que jugaba "La Máquina Gris" donde queda subcampeón y Liga de Quito ocupa el 3er puesto, Han sido varios los jugadores que han defendido a los dos equipos entre ellos están destacan Héctor Chiriboga, Jorge Guagua, Byron Tenorio, William Araujo, Pietro Marsetti, Édison Méndez, Polo Carrera, Christian Lara, Diego Herrera, Agustín Delgado, entre otros. Igualmente algunos directores técnicos han pasado por los 2 equipos destacándose el brasileño Paulo Massa que fue campeón nacional con El Nacional en 1996 y con LDU en 1998.

### Origen de la rivalidad
Si bien no es una rivalidad muy fomentada por la prensa ecuatoriana, sus partidos siempre fueron llamativos ya que ambos clubes son los más exitosos de Quito y muchas encuestas los dan como los dos más populares de la capital. Su origen se remonta a los años 50 con la creación de El Nacional pues Liga de Quito se había creado a inicios del siglo XX, el primer partido entre ambos se remonta al año 1964 en el Campeonato Profesional Interandino 1964 donde se encontraron por primera vez.

### Final 1974, Primera Final en Campeonato Ecuatoriano Serie A
El partido que le llevó a dar gran importancia a este encuentro se dio cuando Los albos se impusieron en definiciones directas por la corona del torneo sobre los "Puros criollos". La primera vez ocurrió en 1974 cuando la ‘U’ venció 2-1 en la ida y empató 0-0 en la revancha. Fueron marcadores suficientes para derrotar a uno de los equipos más grandes del fútbol, aquel campeonato Liga regresaba de la serie B a la Serie A de privilegio en las instancias finales Liga se enfrenta al Deportivo Cuenca para que uno de los dos equipos dipute la gran final contra El Nacional en el global Liga derrota 1-0 al Deportivo Cuenca.
En Liga, solamente cuatro jugadores quedaban del equipo sensacional de 1969: Ramiro Tobar, Marco Moreno, Jorge Tapia y Roberto Soussman. Se han sumado a partir del campeonato de segunda categoría cuatro jugadores uruguayos Walter Maesso, guardameta; le decían “Tarrino” en alusión a una tira cómica de la época en la cual este “Tarrino” era un personaje de una extraordinaria buena suerte. Luís de Carlos defensa central de gran solvencia a quien apodaban “Monseñor” por su cabellera entrecana y por el respeto que infundía su presencia. Juan Carlos Gómez batallador mediocampista: “Carita” y el delantero Oscar Zubía llamado “Mundialista” pues jugó por su país Uruguay el campeonato de México 70 obteniendo un destacado cuarto puesto. Otro mundialista uruguayo de ese equipo, Rubén Bareño jugaba para el D. Cuenca.
Entre los nacionales aparecían Washington Guevara, Gustavo Tapia, Ramiro Aguirre, Ramiro del Pozo (quien era atleta velocista de 100 metros planos), Hernán Vaca (hijo del Dr. Raúl Vaca, Presidente vitalicio de LDU), Adolfo Bolaños (padre de Luis “Chucho” Bolaños), Juan Rivadeneira, Patricio Maldonado, etc.
No fue una campaña fácil ni descollante: se empataron 6 partidos ante U. Católica como ya se mencionó, contra Nacional 1-1 y 0-0; contra D. Cuenca 2-2 y 0-0 y de visitante contra Liga de Portoviejo también 0-0. Se perdió contra América de Quito 1-2, contra la U. Católica 1-3 y contra el Barcelona en Guayaquil 1-2. Lo restante fueron victorias algunas muy sufridas.
Se jugó entonces lo que ahora se llamaría “play off” o semifinal contra el D. Cuenca. En el equipo austral destacaban Agustín Messiano, Carlos Villagra, el “clavo” Caicedo, Fausto Klinger, Angel Liciardi y Carlos Villagra.
Un 0-0 de visitante y triunfo 1-0 en Quito con gol de Gustavo Tapia. Este triunfo generó una final a dos partidos contra El Nacional, que tenía un cuadro muy poderoso con jugadores como Carlos Delgado en el arco, de Héctor Morales y Carlos Ron en el medi campo y de Vinicio Ron, Carlos Torres Garcés, Fabián Paz y Miño y Wilson Nieves de delanteros. Liga no era el favorito.
En el primer partido gana LDU con goles de los hermanos Tapia 2 a 1, pero sufre la expulsión de su gran arquero Walter Maesso; ocho días después el partido de revancha terminó 0-0 y Liga se corona campeón por segunda ocasión.
El plantel universitario inició esa campaña con el DT colombiano Leonel Montoya, quien recuerda con nostalgia esa época. “Era un equipo de buen pie”, explica el estratega colombiano que reside en Ecuador. Un mes antes del título sufrió un accidente, por lo que dejó la dirección técnica en manos de César Muñoz y Juan Araujo. Pero siempre estuvo detrás del plantel.
Clasificados a la Semifinal
- Deportivo Cuenca (Ganador de la 1ª etapa)
- Liga de Quito (segundo de la 2ª Etapa)

Clasificado a la Final
- El Nacional (por ser el equipo mejor ubicado en la tabla acumulada)

### Semifinal
| Fecha                                                             | Ciudad | Equipo local     | Resultado | Equipo visitante |
| ----------------------------------------------------------------- | ------ | ---------------- | --------- | ---------------- |
| 24 de noviembre                                                   | Quito  | Liga de Quito    | 1 - 0     | Deportivo Cuenca |
| 1 de diciembre                                                    | Cuenca | Deportivo Cuenca | 0 - 0     | Liga de Quito    |
| Liga de Quito clasifica a la final con el marcador global de 1-0. |        |                  |           |                  |

### Final
La disputaron el Liga de Quito y El Nacional, ganando el equipo albo.
| Fecha                                                      | Ciudad | Equipo local  | Resultado | Equipo visitante |
| ---------------------------------------------------------- | ------ | ------------- | --------- | ---------------- |
| 8 de diciembre                                             | Quito  | Liga de Quito | 2 - 1     | El Nacional      |
| 15 de diciembre                                            | Quito  | El Nacional   | 0 - 0     | Liga de Quito    |
| Liga de Quito es el campeón con el marcador global de 2-1. |        |               |           |                  |

- Los dos equipos que pasaron a la final clasificaron a la Copa Libertadores 1975

### Campeón
|                           |
| Liga de Quito 2.do Título |

LDU de Quito campeón 1974.
Fue la primera final en el Campeonato Nacional Serie A disputada por dos equipos Quiteños esto llevaría años después a generar expectativa en los hinchas y traería consigo una fuerte rivalidad por demostrar jerarquía en la capital.

### Final 1999, Segunda Final con victoria para los albos
En 1999 de la mano del estratega chileno Manuel Pellegrini que iniciaba su trayectoria internacional como técnico, la Liga de Quito se consagró campeón ecuatoriano con la misma base del equipo del año pasado más el refuerzo de los extranjeros Ricardo “el Gato” Pérez, Ezequiel Maggiolo y la presencia del histórico Luis Capurro. Consiguió el segundo bicampeonato de su historia derrotando en los partidos de la final a El Nacional; 1 a 0 en el primer partido en Casa Blanca y 3 a 1 en el juego decisivo en el estadio Olímpico Atahualpa; siendo nuevamente importante el aporte goleador de Eduardo Hurtado, que llegó solo para la fase final del torneo.
Nuevamente vuelven a ser importantes en el plantel campeón los nombres de: Jacinto Espinoza, Néicer Reasco, Santiago Jácome, Byron Tenorio, Alfonso Obregón, Nixon Carcelén, Alex Escobar, Eduardo Hurtado, Patricio Hurtado y Ulises de la Cruz (que faltó a las últimas jornadas por su transferencia al Cruzeiro de Brasil).
La disputaron entre Liga de Quito y El Nacional, ganando el equipo albo.
| Fecha                                                      | Ciudad | Equipo local  | Resultado | Equipo visitante |
| ---------------------------------------------------------- | ------ | ------------- | --------- | ---------------- |
| 12 de diciembre                                            | Quito  | Liga de Quito | 1 - 0     | El Nacional      |
| 19 de diciembre                                            | Quito  | El Nacional   | 1 - 3     | Liga de Quito    |
| Liga de Quito es el campeón con el marcador global de 4-1. |        |               |           |                  |

### Campeón
|                           |
| Liga de Quito 6.to Título |

LDU de Quito campeón 1999.
Liga de Quito fue Bicampeón (1998-1999) final que se repitió 25 años después volviendo a derrotar a su rival acérrimo El Nacional.

### Otros partidos y campeonatos importantes
En el campeonato del 1981 se juega un triangular entre Barcelona, Liga de Quito y El Nacional, los dos equipos se enfrentaron dos veces ida y vuelta dejando una victoria 5-2 para los albos y un empate 2-2 en el que ambos equipos lucharon por el segundo lugar.
Liga se consagró campeón del fútbol nacional derrotando a El Nacional 2 a 1 con goles de Patricio Urrutia y Néicer Reasco. De la mano del técnico uruguayo Jorge Fossati y de importantes figuras como el paraguayo Carlos Espínola, el argentino Martín Ojeda, el manabita Alfonso Obregón, Franklin Salas, Paul Ambrossi, Patricio Urrutia, Cristian Carnero, Ignacio Risso, Virgilio Ferreira, Luis Bertoni Zambrano y el "maestro" Alex Escobar, El cuadro albo cerró el capítulo más negro de su historia, que incluyó cuatro años sin títulos y su último descenso a la Serie B del fútbol ecuatoriano. LDU, que en 2000 había sufrido el último descenso en 70 años de vida, 21 años de permanencia y 22 años consecutivos de permanencia, logró un rápido regreso a la élite del fútbol ecuatoriano y dos años después un nuevo título para cicatrizar la etapa más oscura de su rica historia. Tras 4 largos años y un descenso a la Serie B, LDU consiguió el séptimo título nacional con ese título se fueron para siempre 4 años de frustraciones, de jugar como nunca y perder como siempre, del doloroso descenso, del rápido ascenso y del intento de conseguir el título debido a un intento objetivo del club albo en el año 2002.
En el año 2005 tanto Liga como Nacional son protagonistas tanto en el ámbito nacional e internacional, se lleva a cabo el campeonato de apertura donde Liga queda campeón y El Nacional se consagra campeón del torneo de clausura sumando su Duodécima copa nacional su último partido era nada más ni menos que contra Liga de Quito que en un gran partido Liga le gana 2-3; sin embargo no impidió que lograra alzarse con la copa.
Otro partido importante entre estos dos clubes ocurre en el año 2007 jugándose el Campeonato Nacional Liga de Quito queda campeón del torneo venciendo en el último partido a El Nacional, Edgardo Bauza, se hace cargo de Liga de Quito. Es el inicio de una era legendaria, marcada por títulos inimaginables en la historia del fútbol ecuatoriano. El 2007, Liga se corona campeón en una campaña con alto poder ofensivo: sumó 77 goles en 46 encuentros. La corona se la colocaron el 5 de diciembre del 2007 al someter 2-0 a El Nacional en el estadio Casa Blanca. Luis Bolaños y Patricio Urrutia, de tiro penal, marcaron los goles azucenas.

### Tercer Lugar Campeonatos 2011 y 2016
Otros encuentros se disputaron en 2011 cuando los dos equipos diputan la tercera posición y la única plaza para la Copa Libertadores del 2012 encuentro que ganaron Los Militares dejando fuera a Liga de Quito que le alcanzó para disputar la Copa Sudamericana.

#### Tercer lugar
|                   | vs.               |
| Liga de Quito 2 1 | El Nacional 3 2 1 |

| 11 de diciembre de 2011, 12:00 | El Nacional          | 2:1 (2:1) | Liga de Quito | Estadio Olímpico Atahualpa, Quito                     |                                                       |
|                                | Vélez 8' · Chila 39' |           | Calderón 23'  | Asistencia: 7550 espectadores Árbitro(s): Carlos Vera | Asistencia: 7550 espectadores Árbitro(s): Carlos Vera |

| 19 de diciembre de 2011, 19:30 | Liga de Quito | 1:1 (0:0) | El Nacional  | Estadio Casa Blanca, Quito |                        |
|                                | Bolaños 83'   |           | Anangonó 71' | Árbitro(s): Omar Ponce     | Árbitro(s): Omar Ponce |

- El Nacional ganó 3-2 en el marcador global.

### Ida
| 22 | POR | Danny Cabezas       |     |
| 23 | DEF | Juan Carlos Anagonó |     |
| 6  | DEF | Javier Chila        |     |
| 2  | DEF | Juan Triviño        |     |
| 17 | DEF | Ricardo López       |     |
| 50 | MED | Paúl Minda          | 51' |
| 21 | MED | Hugo Vélez          |     |
| 8  | MED | Flavio Caicedo      |     |
| 14 | MED | Marwin Pita         |     |
| 24 | DEL | Juan Anangonó       |     |
| 13 | DEL | Edison Preciado     | 78' |
| DT | DT  | Mario Saralegui     |     |

| 1  | POR | Daniel Viteri       |     |
| 51 | DEF | Victor Carcelén     |     |
| 2  | DEF | Norberto Araujo     |     |
| 3  | DEF | Geovanny Caicedo    |     |
| 56 | MED | José Luis Gutiérrez | 60' |
| 12 | MED | Galo Corozo         |     |
| 53 | MED | Sandro Rojas        | 69' |
| 55 | MED | José Cevallos       |     |
| 52 | MED | José Pabón          |     |
| 10 | MED | Luis Bolaños        | 45' |
| 9  | DEL | Walter Calderón     |     |
| DT | DT  | Edgardo Bauza       |     |

| 11 | MED | Fabricio Guevara | 51' |
| 9  | MED | Christian Lara   | 78' |

| 15 | DEF | Paúl Ambrosi     | 45' |
| 16 | DEL | Hernán Barcos    | 60' |
| 18 | MED | Fernando Hidalgo | 69' |

|  | 8'  | Hugo Vélez   | 1 - 0 |
|  | 39' | Javier Chila | 2 - 1 |

|  | 23' | Walter Calderón | 1 - 1 |

|  | 41' | Flavio Caicedo |
|  | 73' | Marwin Pita    |

|  | 31' | Geovanny Caicedo |
|  | 62' | Daniel Viteri    |

|  | 90' | Daniel Viteri |

| Árbitro             | Carlos Vera       |
| Árbitros asistentes | Christian Lescano |
| Árbitros asistentes | Guilber Gracia    |
| Cuarto árbitro      | Diego Lara        |
| Inspector           | Juan Corozo       |

| 22 | POR | Danny Cabezas       |     |
| 23 | DEF | Juan Carlos Anagonó |     |
| 6  | DEF | Javier Chila        |     |
| 2  | DEF | Juan Triviño        |     |
| 17 | DEF | Ricardo López       |     |
| 50 | MED | Paúl Minda          | 51' |
| 21 | MED | Hugo Vélez          |     |
| 8  | MED | Flavio Caicedo      |     |
| 14 | MED | Marwin Pita         |     |
| 24 | DEL | Juan Anangonó       |     |
| 13 | DEL | Edison Preciado     | 78' |
| DT | DT  | Mario Saralegui     |     |

| 1  | POR | Daniel Viteri       |     |
| 51 | DEF | Victor Carcelén     |     |
| 2  | DEF | Norberto Araujo     |     |
| 3  | DEF | Geovanny Caicedo    |     |
| 56 | MED | José Luis Gutiérrez | 60' |
| 12 | MED | Galo Corozo         |     |
| 53 | MED | Sandro Rojas        | 69' |
| 55 | MED | José Cevallos       |     |
| 52 | MED | José Pabón          |     |
| 10 | MED | Luis Bolaños        | 45' |
| 9  | DEL | Walter Calderón     |     |
| DT | DT  | Edgardo Bauza       |     |

| 11 | MED | Fabricio Guevara | 51' |
| 9  | MED | Christian Lara   | 78' |

| 15 | DEF | Paúl Ambrosi     | 45' |
| 16 | DEL | Hernán Barcos    | 60' |
| 18 | MED | Fernando Hidalgo | 69' |

|  | 8'  | Hugo Vélez   | 1 - 0 |
|  | 39' | Javier Chila | 2 - 1 |

|  | 23' | Walter Calderón | 1 - 1 |

|  | 41' | Flavio Caicedo |
|  | 73' | Marwin Pita    |

|  | 31' | Geovanny Caicedo |
|  | 62' | Daniel Viteri    |

|  | 90' | Daniel Viteri |

| Árbitro             | Carlos Vera       |
| Árbitros asistentes | Christian Lescano |
| Árbitros asistentes | Guilber Gracia    |
| Cuarto árbitro      | Diego Lara        |
| Inspector           | Juan Corozo       |

### Vuelta
| 22 | POR | Alexander Domínguez |     |
| 6  | DEF | Jorge Guagua        |     |
| 2  | DEF | Norberto Araujo     |     |
| 14 | DEF | Diego Calderón      |     |
| 5  | MED | Paúl Ambrosi        |     |
| 18 | MED | Fernando Hidalgo    |     |
| 11 | MED | Ezequiel González   |     |
| 21 | MED | Lucas Acosta        |     |
| 52 | MED | José Pabón          | 46' |
| 10 | MED | Luis Bolaños        |     |
| 16 | DEL | Hernán Barcos       |     |
| DT | DT  | Edgardo Bauza       |     |

| 22 | POR | Danny Cabezas       |     |
| 23 | DEF | Juan Carlos Anagonó |     |
| 6  | DEF | Javier Chila        |     |
| 2  | DEF | Juan Triviño        |     |
| 17 | DEF | Ricardo López       |     |
| 50 | MED | Paúl Minda          | 55' |
| 21 | MED | Hugo Vélez          |     |
| 8  | MED | Flavio Caicedo      |     |
| 14 | MED | Marwin Pita         |     |
| 24 | DEL | Juan Anangonó       |     |
| 13 | DEL | Edison Preciado     | 79' |
| DT | DT  | Mario Saralegui     |     |

| 13 | DEF | Néicer Reasco | 46' |

| 20 | DEL | José Madrid      | 55' |
| 11 | MED | Fabricio Guevara | 79' |

|  | 83' | Luis Bolaños | 1 - 1 |

|  | 71' | Juan Luis Anangonó | 0 - 1 |

|  | 37' | Ezequiel González |
|  | 66' | Fernando Hidalgo  |
|  | 76' | Néicer Reasco     |

|  | 50' | Paúl Minda   |
|  | 57' | Jaiver Chila |
|  | 70' | Marwin Pita  |

| Árbitro             | Omar Ponce     |
| Árbitros asistentes | Carlos Herrera |
| Árbitros asistentes | Marco Muzo     |
| Cuarto árbitro      | Jose Carpio    |
| Inspector           | Pedro Tenorio  |

| 22 | POR | Alexander Domínguez |     |
| 6  | DEF | Jorge Guagua        |     |
| 2  | DEF | Norberto Araujo     |     |
| 14 | DEF | Diego Calderón      |     |
| 5  | MED | Paúl Ambrosi        |     |
| 18 | MED | Fernando Hidalgo    |     |
| 11 | MED | Ezequiel González   |     |
| 21 | MED | Lucas Acosta        |     |
| 52 | MED | José Pabón          | 46' |
| 10 | MED | Luis Bolaños        |     |
| 16 | DEL | Hernán Barcos       |     |
| DT | DT  | Edgardo Bauza       |     |

| 22 | POR | Danny Cabezas       |     |
| 23 | DEF | Juan Carlos Anagonó |     |
| 6  | DEF | Javier Chila        |     |
| 2  | DEF | Juan Triviño        |     |
| 17 | DEF | Ricardo López       |     |
| 50 | MED | Paúl Minda          | 55' |
| 21 | MED | Hugo Vélez          |     |
| 8  | MED | Flavio Caicedo      |     |
| 14 | MED | Marwin Pita         |     |
| 24 | DEL | Juan Anangonó       |     |
| 13 | DEL | Edison Preciado     | 79' |
| DT | DT  | Mario Saralegui     |     |

| 13 | DEF | Néicer Reasco | 46' |

| 20 | DEL | José Madrid      | 55' |
| 11 | MED | Fabricio Guevara | 79' |

|  | 83' | Luis Bolaños | 1 - 1 |

|  | 71' | Juan Luis Anangonó | 0 - 1 |

|  | 37' | Ezequiel González |
|  | 66' | Fernando Hidalgo  |
|  | 76' | Néicer Reasco     |

|  | 50' | Paúl Minda   |
|  | 57' | Jaiver Chila |
|  | 70' | Marwin Pita  |

| Árbitro             | Omar Ponce     |
| Árbitros asistentes | Carlos Herrera |
| Árbitros asistentes | Marco Muzo     |
| Cuarto árbitro      | Jose Carpio    |
| Inspector           | Pedro Tenorio  |

### El Clásico Quiteño en la actualidad (2010-Actualidad)
Con la finalización de la década de los 2000's, El Nacional vivió una verdadera tragedia, cuando el gobierno ecuatoriano decretó que las Fuerzas Armadas, ni ninguna institución pública puede aportar a una entidad, esta situación afectó mucho al club ecuatoriano, y los problemas económicos no se hicieron esperar, y por si eso fuera poco, uno de los misterios más molestos para el club, el manejo del capital obtenido por transferencias de jugadores de renombre al exterior; situaciones que se han venido acumulando y han salido a luz pública en estos tiempos. Esto provocó una fuerte disparidad económica entre Albos y Los puros criollos.
Durante esta época Liga de Quito se convirtió en el club más popular de la ciudad de Quito, esto debido a los éxitos internacionales que consiguió siendo: Copa Libertadores 2008, Copa Sudamericana 2009, Recopa Sudamericana 2009 y Recopa Sudamericana 2010. Aunque en lo nacional también dio mucho de que hablar pues el club logró el Campeonato Ecuatoriano de Fútbol 2007 y 2010. 
La rivalidad entre ambos se fue disminuyendo con el paso de los años con los malos resultados de La Máquina Gris. Incluso rivalidades como Liga de Quito y Deportivo Quito incrementaron mucho más debido a la disputa por los campeonatos de los últimos años de la década de los 2000's. 
Los clubes de Quito sufrieron una crisis deportiva desde el año 2012 hasta el 2017 pues ninguno de los varios clubes logró volver a ser campeón hasta el 2018. Estos años vieron partidos como el 1-5 que Liga propinó a El Nacional en la jornada 12 de la segunda etapa con goles de Diego Morales, Hólger Matamoros, Pablo Palacios y doblete de Narciso Mina,El Nacional descontó con Geovanny Caicedo. Aquel año El Nacional ocupó el noveno lugar a seis puntos del descenso, mientras los Albos perdieron la final ante Emelec.
Otro disputa igual o parecida se llevó a cabo en 2016 jugándose el penúltimo partido del campeonato de ese año El Nacional y Liga peleaban en la tabla acumulada su pase a Copa Libertadores, ese partido lo ganó el conjunto del Bi-Tri con un contundente 5-0 jugado en el Estadio Olímpico Atahualpa siendo una de las mayores palizas y disputas hechas por ambos equipos. El Nacional culminó tercero aquel año siendo su mejor participación durante la década de los 2010's.
En el año 2018, Liga de Quito se proclamó campeón con un global de 2 - 1, Liga Deportiva Universitaria obtiene la "estrella" número 11 en su historia en el Campeonato Ecuatoriano de Fútbol, además de vencer por tercera ocasión al Emelec en encuentros directos por la definición de un título, rompiendo el dominio de los equipos de Guayaquil durante seis años consecutivos y acabando con una sequía de siete años sin títulos del dominio de los equipos de Quito. Ese año El Nacional dio la peor campaña en su historia hasta ese momento, el equipo no consiguió buenos resultados en la temporada 2018 por lo que ocupa el penúltimo lugar de la tabla acumulada con 39 puntos en la misma temporada con lo cual el equipo desciende a la Serie B al quedar penúltimo con 39 Puntos en la lucha con los equipos Técnico Universitario 42 Puntos y Deportivo Cuenca 45 Puntos, sin embargo una modificación en el reglamento para el año 2019 de la Asamblea General de Clubes aprobó que se jugará la Liga Pro con 16 equipos, sumándole a los 12 actuales dos de los cuatro socios que en ese entonces se encontraron participando en el Campeonato de la Serie B.
Al año siguiente 2019 Liga vuelve a una final de manera consecutiva aunque finalmente la pierde por penales ante el Delfín. El conjunto de militar en cambio no pudo ingresar a los cuartos de final al culminar en noveno lugar. Este año fue simbólico por un camisetazo como el de Antonio Valencia jugador formado en El Nacional que con este conquistó el Campeonato Ecuatoriano de Fútbol 2005 firmaba por Liga de Quito.
En el año 2020 Liga de Quito llega a su tercera final consecutiva y por segunda vez la perdió ante Barcelona en penales. Del otro lado de la moneda El Nacional confirmaba su segundo descenso en la historia de manera oficial tras culminar último de 16 equipos, con tan solo 26 puntos en la tabla acumulada. El último partido disputado entre ambos hasta la fecha se dio el 24 de octubre de 2020 con una victoria de Liga de Quito por 1:0 en Casa Blanca.
En el año 2023 Liga de Quito obtuvo dos títulos consecutivos siendo campeón de la Copa Sudamericana contra Fortaleza y de la Liga Pro contra el Independiente del Valle superandolos a los dos equipos en la tanda de penales, por su parte El Nacional después de dos temporadas en la serie b regresaría para la temporada 2023 donde disputó Fase 2 de la Copa Libertadores 2023 tras el obtener el cupo de la Copa Ecuador 2022 donde sería eliminado por el Independiente Medellín, y en el campeonato ocupó el cuarto puesto de la tabla acumulada, ambos equipos se enfrentarían en tres ocasiones en la presentación de la Tarde Blanca donde Liga de Quito caería 2:1 en Casa Blanca, la fecha 3 de la Primera Etapa donde el equipo militar sería derrotado por el marcado de 2:0 en el Olímpico Atahualpa y en la Fecha 18 de la segunda etapa donde ambos elencos empataron sin goles.

## Copa Libertadores
Los equipos capitalinos se han enfrentando en 4 ocasiones la primera vez en 1975 el primer encuentro terminaría 3-1 a favor de los albos y la vuelta empatarían 2-2, en una nueva edición de Copa Libertadores en 1978 se volverían a encontrar, el cotejo de ida termina 2-0 a favor de los Puros Criollos, en el partido de vuelta Liga de Quito vence en un apretado marcador de 3-2.

## Copa Sudamericana
Ambos equipos se encontrarían en la fase preliminar, jugándose la clasificación el 9 de agosto se juega el partido de ida en un emocionante partido lleno de goles donde Liga sorprende y remonta ganando 3-4 de visitante en el Olímpico Atahualpa, ya en el partido de vuelta jugándose en Casa Blanca, El Nacional derrota a Liga en un contundente 2-1 quedando el global 5-5 sin embargo gracias al gol de visitante Liga avanzó y eliminó a El Nacional. Volverían a encontrarse al año siguiente para la Copa Sudamericana en 2006 donde El Nacional tendría su revancha contra Liga, en el partido de ida el BI-TRI gana de visita en Casa Blanca con un partido emocionante terminando 2-3, en la vuelta empatarían 1-1 quedando el global de 3-4 dando el pase a El Nacional para la siguiente fase.
En el año 2005 el partido entre El Nacional y LDU, que terminó 3 a 4 en favor de LDU, fue considerado por la cadena internacional Fox Sports como el mejor partido de la Copa Sudamericana de ese año, por el nivel de competencia que se produjo en el mismo.

## Partidos
Campeonato Nacional
| Partido N.º | Fecha | Equipo        | Marcador | Equipo        | Estadio            |
| ----------- | ----- | ------------- | -------- | ------------- | ------------------ |
| 1           | 1964  | Liga de Quito | 0 - 1    | El Nacional   | Olímpico Atahualpa |
| 2           | 1964  | El Nacional   | 3 - 2    | Liga de Quito | Olímpico Atahualpa |
| 3           | 1966  | El Nacional   | 2 - 2    | Liga de Quito | Olímpico Atahualpa |
| 4           | 1966  | Liga de Quito | 1 - 0    | El Nacional   | Olímpico Atahualpa |
| 5           | 1966  | El Nacional   | 2 - 1    | Liga de Quito | Olímpico Atahualpa |
| 6           | 1966  | Liga de Quito | 1 - 1    | El Nacional   | Olímpico Atahualpa |
| 7           | 1967  | Liga de Quito | 3 - 1    | El Nacional   | Olímpico Atahualpa |
| 8           | 1967  | El Nacional   | 2 - 1    | Liga de Quito | Olímpico Atahualpa |
| 9           | 1968  | El Nacional   | 1 - 1    | Liga de Quito | Olímpico Atahualpa |
| 10          | 1968  | Liga de Quito | 0 - 0    | El Nacional   | Olímpico Atahualpa |
| 11          | 1968  | El Nacional   | 1 - 2    | Liga de Quito | Olímpico Atahualpa |
| 12          | 1968  | El Nacional   | 0 - 0    | Liga de Quito | Olímpico Atahualpa |
| 13          | 1969  | Liga de Quito | 1 - 1    | El Nacional   | Olímpico Atahualpa |
| 14          | 1969  | El Nacional   | 1 - 3    | Liga de Quito | Olímpico Atahualpa |
| 15          | 1970  | El Nacional   | 2 - 2    | Liga de Quito | Olímpico Atahualpa |
| 16          | 1970  | Liga de Quito | 1 - 3    | El Nacional   | Olímpico Atahualpa |
| 17          | 1970  | El Nacional   | 0 - 3    | Liga de Quito | Olímpico Atahualpa |
| 18          | 1970  | Liga de Quito | 2 - 1    | El Nacional   | Olímpico Atahualpa |
| 19          | 1971  | El Nacional   | 1 - 0    | Liga de Quito | Olímpico Atahualpa |
| 20          | 1971  | Liga de Quito | 0 - 1    | El Nacional   | Olímpico Atahualpa |
| 21          | 1972  | El Nacional   | 3 - 1    | Liga de Quito | Olímpico Atahualpa |
| 22          | 1972  | Liga de Quito | 1 - 4    | El Nacional   | Olímpico Atahualpa |
| 23          | 1972  | El Nacional   | 1 - 2    | Liga de Quito | Olímpico Atahualpa |
| 24          | 1972  | Liga de Quito | 0 - 1    | El Nacional   | Olímpico Atahualpa |
| 25          | 1974  | El Nacional   | 1 - 1    | Liga de Quito | Olímpico Atahualpa |
| 26          | 1974  | Liga de Quito | 0 - 0    | El Nacional   | Olímpico Atahualpa |
| 27          | 1974  | Liga de Quito | 2 - 1    | Nacional      | Olímpico Atahualpa |
| 28          | 1974  | El Nacional   | 0 - 0    | Liga de Quito | Olímpico Atahualpa |
| 29          | 1975  | Liga de Quito | 1 - 1    | El Nacional   | Olímpico Atahualpa |
| 30          | 1975  | El Nacional   | 1 - 3    | Liga de Quito | Olímpico Atahualpa |
| 31          | 1975  | El Nacional   | 0 - 3    | Liga de Quito | Olímpico Atahualpa |
| 32          | 1975  | Liga de Quito | 3 - 3    | El Nacional   | Olímpico Atahualpa |
| 33          | 1976  | El Nacional   | 1 - 0    | Liga de Quito | Olímpico Atahualpa |
| 34          | 1976  | Liga de Quito | 2 - 1    | El Nacional   | Olímpico Atahualpa |
| 35          | 1976  | Liga de Quito | 2 - 2    | El Nacional   | Olímpico Atahualpa |
| 36          | 1976  | El Nacional   | 3 - 1    | Liga de Quito | Olímpico Atahualpa |
| 37          | 1976  | Liga de Quito | 0 - 1    | El Nacional   | Olímpico Atahualpa |
| 38          | 1976  | El Nacional   | 2 - 1    | Liga de Quito | Olímpico Atahualpa |
| 39          | 1977  | El Nacional   | 2 - 1    | Liga de Quito | Olímpico Atahualpa |
| 40          | 1977  | Liga de Quito | 1 - 1    | El Nacional   | Olímpico Atahualpa |
| 41          | 1977  | Liga de Quito | 1 - 0    | El Nacional   | Olímpico Atahualpa |
| 42          | 1977  | El Nacional   | 1 - 0    | Liga de Quito | Olímpico Atahualpa |
| 43          | 1977  | Liga de Quito | 1 - 2    | El Nacional   | Olímpico Atahualpa |
| 44          | 1977  | El Nacional   | 0 - 0    | Liga de Quito | Olímpico Atahualpa |
| 45          | 1978  | Liga de Quito | 1 - 1    | El Nacional   | Olímpico Atahualpa |
| 46          | 1978  | El Nacional   | 0 - 0    | Liga de Quito | Olímpico Atahualpa |
| 47          | 1979  | El Nacional   | 0 - 0    | Liga de Quito | Olímpico Atahualpa |
| 48          | 1979  | Liga de Quito | 1 - 0    | El Nacional   | Olímpico Atahualpa |
| 49          | 1980  | Liga de Quito | 2 - 2    | El Nacional   | Olímpico Atahualpa |
| 50          | 1980  | El Nacional   | 0 - 2    | Liga de Quito | Olímpico Atahualpa |
| 51          | 1980  | Liga de Quito | 1 - 1    | El Nacional   | Olímpico Atahualpa |
| 52          | 1980  | El Nacional   | 3 - 1    | Liga de Quito | Olímpico Atahualpa |
| 53          | 1981  | El Nacional   | 3 - 3    | Liga de Quito | Olímpico Atahualpa |
| 54          | 1981  | Liga de Quito | 1 - 0    | El Nacional   | Olímpico Atahualpa |
| 55          | 1981  | Liga de Quito | 1 - 0    | El Nacional   | Olímpico Atahualpa |
| 56          | 1981  | El Nacional   | 1 - 1    | Liga de Quito | Olímpico Atahualpa |
| 57          | 1981  | Liga de Quito | 2 - 5    | El Nacional   | Olímpico Atahualpa |
| 58          | 1981  | El Nacional   | 2 - 2    | Liga de Quito | Olímpico Atahualpa |
| 59          | 1981  | El Nacional   | 2 - 2    | Liga de Quito | Olímpico Atahualpa |
| 60          | 1981  | Liga de Quito | 2 - 1    | El Nacional   | Olímpico Atahualpa |
| 61          | 1982  | El Nacional   | 1 - 0    | Liga de Quito | Olímpico Atahualpa |
| 62          | 1982  | Liga de Quito | 0 - 2    | El Nacional   | Olímpico Atahualpa |
| 63          | 1982  | Liga de Quito | 2 - 1    | El Nacional   | Olímpico Atahualpa |
| 64          | 1982  | El Nacional   | 4 - 1    | Liga de Quito | Olímpico Atahualpa |
| 65          | 1983  | El Nacional   | 2 - 2    | Liga de Quito | Olímpico Atahualpa |
| 66          | 1983  | Liga de Quito | 1 - 3    | El Nacional   | Olímpico Atahualpa |
| 67          | 1983  | Liga de Quito | 0 - 2    | El Nacional   | Olímpico Atahualpa |
| 68          | 1983  | El Nacional   | 1 - 2    | Liga de Quito | Olímpico Atahualpa |
| 69          | 1984  | El Nacional   | 1 - 0    | Liga de Quito | Olímpico Atahualpa |
| 70          | 1984  | Liga de Quito | 0 - 0    | El Nacional   | Olímpico Atahualpa |
| 71          | 1984  | Liga de Quito | 0 - 3    | El Nacional   | Olímpico Atahualpa |
| 72          | 1984  | El Nacional   | 2 - 0    | Liga de Quito | Olímpico Atahualpa |
| 73          | 1985  | El Nacional   | 2 - 2    | Liga de Quito | Olímpico Atahualpa |
| 74          | 1985  | Liga de Quito | 5 - 3    | El Nacional   | Olímpico Atahualpa |
| 75          | 1986  | Liga de Quito | 3 - 1    | El Nacional   | Olímpico Atahualpa |
| 76          | 1986  | El Nacional   | 3 - 0    | Liga de Quito | Olímpico Atahualpa |
| 77          | 1986  | El Nacional   | 1 - 1    | Liga de Quito | Olímpico Atahualpa |
| 78          | 1986  | Liga de Quito | 0 - 1    | El Nacional   | Olímpico Atahualpa |
| 79          | 1987  | Liga de Quito | 0 - 1    | El Nacional   | Olímpico Atahualpa |
| 80          | 1987  | El Nacional   | 1 - 1    | Liga de Quito | Olímpico Atahualpa |
| 81          | 1988  | Liga de Quito | 1 - 1    | El Nacional   | Olímpico Atahualpa |
| 82          | 1988  | El Nacional   | 2 - 2    | Liga de Quito | Olímpico Atahualpa |
| 83          | 1989  | Liga de Quito | 3 - 1    | El Nacional   | Olímpico Atahualpa |
| 84          | 1989  | El Nacional   | 1 - 1    | Liga de Quito | Olímpico Atahualpa |
| 85          | 1990  | Liga de Quito | 2 - 1    | El Nacional   | Olímpico Atahualpa |
| 86          | 1990  | El Nacional   | 0 - 0    | Liga de Quito | Olímpico Atahualpa |
| 87          | 1990  | Liga de Quito | 1 - 2    | El Nacional   | Olímpico Atahualpa |
| 88          | 1990  | El Nacional   | 2 - 1    | Liga de Quito | Olímpico Atahualpa |
| 89          | 1990  | El Nacional   | 3 - 3    | Liga de Quito | Olímpico Atahualpa |
| 90          | 1990  | Liga de Quito | 0 - 1    | El Nacional   | Olímpico Atahualpa |
| 91          | 1990  | El Nacional   | 2 - 2    | Liga de Quito | Olímpico Atahualpa |
| 92          | 1990  | Liga de Quito | 1 - 0    | El Nacional   | Olímpico Atahualpa |
| 93          | 1991  | El Nacional   | 1 - 0    | Liga de Quito | Olímpico Atahualpa |
| 94          | 1991  | Liga de Quito | 2 - 3    | El Nacional   | Olímpico Atahualpa |
| 95          | 1991  | El Nacional   | 1 - 1    | Liga de Quito | Olímpico Atahualpa |
| 96          | 1991  | Liga de Quito | 0 - 0    | El Nacional   | Olímpico Atahualpa |
| 97          | 1992  | Liga de Quito | 1 - 0    | El Nacional   | Olímpico Atahualpa |
| 98          | 1992  | El Nacional   | 2 - 0    | Liga de Quito | Olímpico Atahualpa |
| 99          | 1992  | El Nacional   | 0 - 1    | Liga de Quito | Olímpico Atahualpa |
| 100         | 1992  | Liga de Quito | 1 - 2    | El Nacional   | Olímpico Atahualpa |
| 101         | 1992  | El Nacional   | 0 - 0    | Liga de Quito | Olímpico Atahualpa |
| 102         | 1992  | Liga de Quito | 1 - 2    | El Nacional   | Olímpico Atahualpa |
| 103         | 1993  | El Nacional   | 0 - 1    | Liga de Quito | Olímpico Atahualpa |
| 104         | 1993  | Liga de Quito | 0 - 1    | El Nacional   | Olímpico Atahualpa |
| 105         | 1993  | Liga de Quito | 1 - 2    | El Nacional   | Olímpico Atahualpa |
| 106         | 1993  | El Nacional   | 3 - 2    | Liga de Quito | Olímpico Atahualpa |
| 107         | 1993  | El Nacional   | 2 - 1    | Liga de Quito | Olímpico Atahualpa |
| 108         | 1993  | Liga de Quito | 0 - 1    | El Nacional   | Olímpico Atahualpa |
| 109         | 1994  | Liga de Quito | 1 - 2    | El Nacional   | Olímpico Atahualpa |
| 110         | 1994  | El Nacional   | 0 - 4    | Liga de Quito | Olímpico Atahualpa |
| 111         | 1995  | Liga de Quito | 1 - 2    | El Nacional   | Olímpico Atahualpa |
| 112         | 1995  | El Nacional   | 0 - 0    | Liga de Quito | Olímpico Atahualpa |
| 113         | 1995  | El Nacional   | 2 - 1    | Liga de Quito | Olímpico Atahualpa |
| 114         | 1995  | Liga de Quito | 1 - 1    | El Nacional   | Olímpico Atahualpa |
| 115         | 1995  | Liga de Quito | 0 - 0    | El Nacional   | Olímpico Atahualpa |
| 116         | 1995  | El Nacional   | 1 - 1    | Liga de Quito | Olímpico Atahualpa |
| 117         | 1996  | El Nacional   | 1 - 0    | Liga de Quito | Olímpico Atahualpa |
| 118         | 1996  | Liga de Quito | 1 - 2    | El Nacional   | Olímpico Atahualpa |
| 119         | 1996  | El Nacional   | 2 - 0    | Liga de Quito | Olímpico Atahualpa |
| 120         | 1996  | Liga de Quito | 0 - 3    | El Nacional   | Olímpico Atahualpa |
| 121         | 1997  | El Nacional   | 1 - 1    | Liga de Quito | Olímpico Atahualpa |
| 122         | 1997  | Liga de Quito | 1 - 2    | El Nacional   | Rodrigo Paz        |
| 123         | 1997  | El Nacional   | 1 - 1    | Liga de Quito | Olímpico Atahualpa |
| 124         | 1997  | Liga de Quito | 2 - 1    | El Nacional   | Rodrigo Paz        |
| 125         | 1998  | El Nacional   | 3 - 2    | Liga de Quito | Olímpico Atahualpa |
| 126         | 1998  | Liga de Quito | 1 - 0    | El Nacional   | Rodrigo Paz        |
| 127         | 1999  | El Nacional   | 4 - 0    | Liga de Quito | Olímpico Atahualpa |
| 128         | 1999  | Liga de Quito | 0 - 3    | El Nacional   | Rodrigo Paz        |
| 129         | 1999  | Liga de Quito | 0 - 1    | El Nacional   | Rodrigo Paz        |
| 130         | 1999  | El Nacional   | 2 - 0    | Liga de Quito | Olímpico Atahualpa |
| 131         | 1999  | Liga de Quito | 1 - 0    | El Nacional   | Rodrigo Paz        |
| 132         | 1999  | El Nacional   | 1 - 3    | Liga de Quito | Olímpico Atahualpa |
| 133         | 2000  | Liga de Quito | 4 - 1    | El Nacional   | Rodrigo Paz        |
| 134         | 2000  | El Nacional   | 2 - 1    | Liga de Quito | Olímpico Atahualpa |
| 135         | 2000  | El Nacional   | 2 - 2    | Liga de Quito | Olímpico Atahualpa |
| 136         | 2000  | Liga de Quito | 2 - 4    | El Nacional   | Rodrigo Paz        |
| 137         | 2002  | Liga de Quito | 1 - 1    | El Nacional   | Rodrigo Paz        |
| 138         | 2002  | El Nacional   | 1 - 0    | Liga de Quito | Olímpico Atahualpa |
| 139         | 2002  | El Nacional   | 1 - 0    | Liga de Quito | Olímpico Atahualpa |
| 140         | 2002  | Liga de Quito | 1 - 1    | El Nacional   | Rodrigo Paz        |
| 141         | 2002  | Liga de Quito | 1 - 0    | El Nacional   | Rodrigo Paz        |
| 142         | 2002  | El Nacional   | 2 - 1    | Liga de Quito | Olímpico Atahualpa |
| 143         | 2003  | El Nacional   | 1 - 1    | Liga de Quito | Olímpico Atahualpa |
| 144         | 2003  | Liga de Quito | 2 - 0    | El Nacional   | Rodrigo Paz        |
| 145         | 2003  | El Nacional   | 3 - 2    | Liga de Quito | Olímpico Atahualpa |
| 146         | 2003  | Liga de Quito | 1 - 2    | El Nacional   | Rodrigo Paz        |
| 147         | 2003  | El Nacional   | 0 - 1    | Liga de Quito | Olímpico Atahualpa |
| 148         | 2003  | Liga de Quito | 2 - 1    | El Nacional   | Rodrigo Paz        |
| 149         | 2004  | El Nacional   | 1 - 1    | Liga de Quito | Olímpico Atahualpa |
| 150         | 2004  | Liga de Quito | 2 - 0    | El Nacional   | Rodrigo Paz        |
| 151         | 2004  | El Nacional   | 3 - 2    | Liga de Quito | Olímpico Atahualpa |
| 152         | 2004  | Liga de Quito | 1 - 2    | El Nacional   | Rodrigo Paz        |
| 153         | 2004  | Liga de Quito | 1 - 1    | El Nacional   | Rodrigo Paz        |
| 154         | 2004  | El Nacional   | 1 - 0    | Liga de Quito | Olímpico Atahualpa |
| 155         | 2005  | El Nacional   | 1 - 1    | Liga de Quito | Olímpico Atahualpa |
| 156         | 2005  | Liga de Quito | 2 - 0    | El Nacional   | Rodrigo Paz        |
| 157         | 2005  | El Nacional   | 3 - 2    | Liga de Quito | Olímpico Atahualpa |
| 158         | 2005  | Liga de Quito | 1 - 2    | El Nacional   | Rodrigo Paz        |
| 159         | 2005  | El Nacional   | 2 - 3    | Liga de Quito | Olímpico Atahualpa |
| 160         | 2005  | Liga de Quito | 1 - 3    | El Nacional   | Rodrigo Paz        |
| 161         | 2006  | El Nacional   | 1 - 1    | Liga de Quito | Olímpico Atahualpa |
| 162         | 2006  | Liga de Quito | 2 - 0    | El Nacional   | Rodrigo Paz        |
| 163         | 2006  | El Nacional   | 3 - 2    | Liga de Quito | Olímpico Atahualpa |
| 164         | 2006  | Liga de Quito | 1 - 2    | El Nacional   | Rodrigo Paz        |
| 165         | 2006  | El Nacional   | 0 - 3    | Liga de Quito | Olímpico Atahualpa |
| 166         | 2006  | Liga de Quito | 1 - 1    | El Nacional   | Rodrigo Paz        |
| 167         | 2007  | Liga de Quito | 3 - 3    | El Nacional   | Rodrigo Paz        |
| 168         | 2007  | El Nacional   | 3 - 1    | Liga de Quito | Olímpico Atahualpa |
| 169         | 2007  | Liga de Quito | 2 - 1    | El Nacional   | Rodrigo Paz        |
| 170         | 2007  | El Nacional   | 0 - 2    | Liga de Quito | Olímpico Atahualpa |
| 171         | 2007  | El Nacional   | 0 - 2    | Liga de Quito | Olímpico Atahualpa |
| 172         | 2007  | Liga de Quito | 2 - 0    | El Nacional   | Rodrigo Paz        |
| 173         | 2008  | Liga de Quito | 2 - 2    | El Nacional   | Rodrigo Paz        |
| 174         | 2008  | El Nacional   | 2 - 1    | Liga de Quito | Olímpico Atahualpa |
| 175         | 2008  | Liga de Quito | 3 - 1    | El Nacional   | Rodrigo Paz        |
| 176         | 2008  | El Nacional   | 1 - 1    | Liga de Quito | Olímpico Atahualpa |
| 177         | 2009  | El Nacional   | 1 - 1    | Liga de Quito | Olímpico Atahualpa |
| 178         | 2009  | Liga de Quito | 2 - 0    | El Nacional   | Rodrigo Paz        |
| 179         | 2009  | Liga de Quito | 1 - 0    | El Nacional   | Rodrigo Paz        |
| 180         | 2009  | El Nacional   | 0 - 1    | Liga de Quito | Olímpico Atahualpa |
| 181         | 2010  | Liga de Quito | 1 - 0    | El Nacional   | Rodrigo Paz        |
| 182         | 2010  | El Nacional   | 0 - 0    | Liga de Quito | Olímpico Atahualpa |
| 183         | 2010  | El Nacional   | 2 - 3    | Liga de Quito | Olímpico Atahualpa |
| 184         | 2010  | Liga de Quito | 3 - 1    | El Nacional   | Rodrigo Paz        |
| 185         | 2011  | El Nacional   | 1 - 2    | Liga de Quito | Olímpico Atahualpa |
| 186         | 2011  | Liga de Quito | 2 - 1    | El Nacional   | Rodrigo Paz        |
| 187         | 2011  | El Nacional   | 2 - 3    | Liga de Quito | Olímpico Atahualpa |
| 188         | 2011  | Liga de Quito | 2 - 1    | El Nacional   | Rodrigo Paz        |
| 189         | 2011  | El Nacional   | 2 - 1    | Liga de Quito | Olímpico Atahualpa |
| 190         | 2011  | Liga de Quito | 1 - 1    | El Nacional   | Rodrigo Paz        |
| 191         | 2012  | Liga de Quito | 3 - 2    | El Nacional   | Rodrigo Paz        |
| 192         | 2012  | El Nacional   | 1 - 1    | Liga de Quito | Olímpico Atahualpa |
| 193         | 2012  | Liga de Quito | 3 - 1    | El Nacional   | Rodrigo Paz        |
| 194         | 2012  | El Nacional   | 0 - 0    | Liga de Quito | Olímpico Atahualpa |
| 195         | 2013  | El Nacional   | 0 - 1    | Liga de Quito | Olímpico Atahualpa |
| 196         | 2013  | Liga de Quito | 1 - 0    | El Nacional   | Rodrigo Paz        |
| 197         | 2013  | El Nacional   | 1 - 0    | Liga de Quito | Olímpico Atahualpa |
| 198         | 2013  | Liga de Quito | 0 - 1    | El Nacional   | Rodrigo Paz        |
| 199         | 2014  | Liga de Quito | 1 - 0    | El Nacional   | Rodrigo Paz        |
| 200         | 2014  | El Nacional   | 0 - 1    | Liga de Quito | Olímpico Atahualpa |
| 201         | 2014  | El Nacional   | 0 - 0    | Liga de Quito | Olímpico Atahualpa |
| 202         | 2014  | Liga de Quito | 2 - 1    | El Nacional   | Rodrigo Paz        |
| 203         | 2015  | Liga de Quito | 1 - 0    | El Nacional   | Rodrigo Paz        |
| 204         | 2015  | El Nacional   | 0 - 1    | Liga de Quito | Olímpico Atahualpa |
| 205         | 2015  | Liga de Quito | 1 - 1    | El Nacional   | Rodrigo Paz        |
| 206         | 2015  | El Nacional   | 1 - 5    | Liga de Quito | Olímpico Atahualpa |
| 207         | 2016  | El Nacional   | 1 - 1    | Liga de Quito | Olímpico Atahualpa |
| 208         | 2016  | Liga de Quito | 1 - 2    | El Nacional   | Rodrigo Paz        |
| 209         | 2016  | Liga de Quito | 2 - 2    | El Nacional   | Rodrigo Paz        |
| 210         | 2016  | El Nacional   | 5 - 0    | Liga de Quito | Olímpico Atahualpa |
| 211         | 2017  | Liga de Quito | 2 - 2    | El Nacional   | Rodrigo Paz        |
| 212         | 2017  | El Nacional   | 1 - 1    | Liga de Quito | Olímpico Atahualpa |
| 213         | 2017  | El Nacional   | 4 - 2    | Liga de Quito | Olímpico Atahualpa |
| 214         | 2017  | Liga de Quito | 0 - 3    | El Nacional   | Rodrigo Paz        |
| 215         | 2018  | Liga de Quito | 1 - 0    | El Nacional   | Rodrigo Paz        |
| 216         | 2018  | El Nacional   | 2 - 1    | Liga de Quito | Olímpico Atahualpa |
| 217         | 2018  | El Nacional   | 2 - 2    | Liga de Quito | Olímpico Atahualpa |
| 218         | 2018  | Liga de Quito | 4 - 0    | El Nacional   | Rodrigo Paz        |
| 219         | 2019  | El Nacional   | 2 - 2    | Liga de Quito | Olímpico Atahualpa |
| 220         | 2019  | Liga de Quito | 2 - 0    | El Nacional   | Rodrigo Paz        |
| 221         | 2020  | El Nacional   | 0 - 3    | Liga de Quito | Olímpico Atahualpa |
| 222         | 2020  | Liga de Quito | 1 - 0    | El Nacional   | Rodrigo Paz        |
| 223         | 2023  | El Nacional   | 0 - 2    | Liga de Quito | Olímpico Atahualpa |
| 224         | 2023  | Liga de Quito | 0 - 0    | El Nacional   | Rodrigo Paz        |
| 225         | 2024  | El Nacional   | 1 - 2    | Liga de Quito | Olímpico Atahualpa |
| 226         | 2024  | Liga de Quito | 0 - 0    | El Nacional   | Rodrigo Paz        |
| 227         | 2025  | Liga de Quito | 2 - 2    | El Nacional   | Rodrigo Paz        |

Copa Libertadores
| Partido N.º | Fecha | Equipo        | Marcador | Equipo        | Estadio            |
| ----------- | ----- | ------------- | -------- | ------------- | ------------------ |
| 1           | 1975  | Liga de Quito | 3-1      | El Nacional   | Olímpico Atahualpa |
| 2           | 1975  | El Nacional   | 2 - 2    | Liga de Quito | Olímpico Atahualpa |
| 3           | 1978  | El Nacional   | 2-0      | Liga de Quito | Olímpico Atahualpa |
| 4           | 1978  | Liga de Quito | 3-2      | El Nacional   | Olímpico Atahualpa |

Copa Sudamericana
| Partido N.º | Fecha | Equipo        | Marcador | Equipo        | Estadio            |
| ----------- | ----- | ------------- | -------- | ------------- | ------------------ |
| 1           | 2005  | El Nacional   | 3 - 4    | Liga de Quito | Olímpico Atahualpa |
| 2           | 2005  | Liga de Quito | 1 - 2    | El Nacional   | Rodrigo Paz        |
| 3           | 2006  | Liga de Quito | 2 - 3    | El Nacional   | Rodrigo Paz        |
| 4           | 2006  | El Nacional   | 1 - 1    | Liga de Quito | Olímpico Atahualpa |

Copa Ecuador
| Partido N.º | Fecha | Equipo        | Marcador | Equipo      | Estadio     |
| ----------- | ----- | ------------- | -------- | ----------- | ----------- |
| 1           | 2024  | Liga de Quito | 0 - 0    | El Nacional | Rodrigo Paz |

SuperCopa de Ecuador
| Partido N.º | Fecha | Equipo        | Marcador       | Equipo      | Estadio                      |
| ----------- | ----- | ------------- | -------------- | ----------- | ---------------------------- |
| 1           | 2025  | Liga de Quito | 0-0 (5-4 pen.) | El Nacional | Estadio Gonzalo Pozo Ripalda |

## Títulos por década
| Décadas         | Liga de Quito | El Nacional |
| --------------- | ------------- | ----------- |
| Era Amateur     |               |             |
| 1922-1953       | 3             | 0           |
| Era Profesional |               |             |
| 1954-1959       | 2             | 0           |
| 1960-1969       | 5             | 1           |
| 1970-1979       | 2             | 5           |
| 1980-1989       | 0             | 4           |
| 1990-1999       | 3             | 2           |
| 2000-2009       | 6             | 2           |
| 2010-2019       | 4             | 0           |
| 2020-Actualidad | 6             | 1           |

Nota: No son considerados los titulos de la Serie B.

## Hinchada

### Muerte Blanca (LDU)
La Barra comenzó a formarse desde el año 1997, cuando Liga inauguró su estadio, era algo mandatorio asistir a la General Norte alta, poco a poco se fueron formando grupos dentro de la Barra Brava los de Arriba, el grupo más radical era de unos 30 muchachos en ese entonces, “Los Descamisados” que tenían un promedio de edad entre los 15 y 24 años, de diferentes clases sociales, dogmas, barrios, etc. Con lo más importante en común; la pasión ilimitada por la U. El Albo tenía varios grupos de hinchas, pero desde su inicio la relevancia que fue ganando la Muerte Blanca, debido al fenómeno social generado, se hizo notar en la popularidad generada por el club y en las influencias de hinchadas extranjeras. Dentro del contexto ecuatoriano también influenció en la hinchada la mala situación e inestabilidad económica, política y social de Ecuador durante los períodos de 1997-2007, lo que generó que en el país el fútbol sea visto desde una perspectiva distinta a la acostumbrada en años anteriores, se resalta el hecho de despojarse sus camisetas, alentar al club de sus amores de pie, saltando y cantando. Desde aquel año se les identificó como los “Descamisados”,6La actitud agresiva de los integrantes de este grupo, formada principalmente por gente de barrios marginales de Quito, fue creciendo y reflejándose en lugares públicos, con sucesos vandálicos en paredes, estatuas, parques, etc. De esta forma pasó a ser parte de uno de los fenómenos de masas en el Ecuador. El fanatismo y la pasión desbordada que tenían los Descamisados por el equipo blanco sumado a su aliento a morir, hizo que el nombre con el cual se reconociera sea la Muerte Blanca.
Ya en 1998, más precisamente en el primer partido que el Albo jugó en el Estadio Olímpico Atahualpa, La Muerte Blanca realizó su primera caravana que partió desde la sede ubicada en la Av. Amazonas y Gaspar de Villarroel; donde se sumaron otro grupo de 20 hinchas cuyas edades oscilaban entre los 35 y 40 años. Al juntarse la barra tenía alrededor de 50 dirigentes “funebreros”, quienes le dieron el tinte de Barra Brava al provocar varios hechos violentos en los alrededores de los escenarios. En el mismo año, periódicos de gran trayectoria en el Ecuador como El Comercio, Últimas Noticias, el Diario Extra, entre otros, dedicaron varios reportajes a la Hinchada. En la liguilla final del campeonato nacional de fútbol del año 1998, la MB tuvo dos grupos que discrepaban en la forma de alentar pero siempre unidos por un sentimiento. La mitad de la hinchada se pintaba las caras, creaban cánticos, saltaban y hacían del fútbol una fiesta, la otra mitad eran los “rockeros, los borrachos, los vagos y los delincuentes”, calificativos despectivos que utilizaron algunos para referirse a esta hinchada. Esta divergencia fue sobrellevada con la convivencia en todos los tours que acompañó la Muerte Blanca a Liga Deportiva Universitaria, “la Mala Fama” que se estaba ganando por los hechos violentos,9 llevó a dar entrevistas a los dirigentes de la barra en varios medios de comunicación, cabe resaltar el otorgado a “Radio La Red” de Quito en noviembre del 98’, en el que un dirigente de la barra invitó al periodista al interior de la hinchada en el siguiente partido que Liga jugó de local. la Muerte Blanca, Los de Arriba, Los Cocodrilos, Los Dinosaurios, La Bordadora, entre otras, apoyan a Liga de Quito. Estas barras tienen su origen en 1988. Una de las primeras agrupaciones fue la de los Dinosaurios (1988) posteriormente en 1995 se fundó la Barra Brava Los de Arriba y que posteriormente, en el 2003, cambiaron su nombre a Los de Arriba.

### Marea Roja (El Nacional)
La Marea Roja se funda en el año de 1998 un 13 de mayo ubicándose desde sus inicios en la general Sur del Estadio Olímpico Atahualpa, con el único animo de alentar al Bitricampeón del Ecuador el Club Deportivo El Nacional y que para ese entonces ya contaba con sus 11 estrellas que han sido logradas con jugadores ecuatorianos.
Como se venía la corriente especialmente del sur del continente de una forma distinta por decirlo así la forma de alentar al equipo, se comienza a agrupar un poco de gente entre rescatamos algunos: Mauricio Barrera, Bolívar Lema, Juan Carlos Pilacuan, Pablo Montes, Rony Reyes, Ademir Tamayo, que ya venían de otras barras organizadas (BI-TRI y CRIOLLA) pero que no tenían el animo suficiente de alentar los 90 minutos. El primer nombre para la barra se lo denominó LOS INCOHERENTES, que luego se adoptaría el definitivo a llamándose MAREA ROJA (Por cierto nada tiene que ver con nombres que tenían los hinchas de Independiente de Avellaneda). Y para ese tiempo fue nombrado presidente de la barra Mauricio Barrera. Así comenzó el aliento incondicional de la gente hincha del Rojo, con el característico bombo, serpentinas, banderas, tiras y demás, que comenzaron a llenar en la general del Estadio Atahualpa, así como empezó la fiesta, comienza reunirse gente con diferentes tendencias ideológicas, políticas y musicales sin importar nada más que alentar al equipo los 90, pero también comenzaron las rivalidades con las hinchadas que a la par fueron naciendo, y así comenzaron diferentes enfrentamientos, por llevar una camiseta de otro color. Un tinte que caracteriza a la hinchada es la rebeldía y sus tendencias por la revolución por cierto lo que más caracteriza es ver la imagen del CHE en los estadios, así como otro elemento es el alcohol que abunda en el escenario deportivo, Su barra brava es La Marea Roja en Quito y Guayaquil, aunque existen otras barras menores, no con ello menos respetables, como El Infierno Rojo, La Bi Tri, La Roja Alta entre las más actuales.

## Estadios

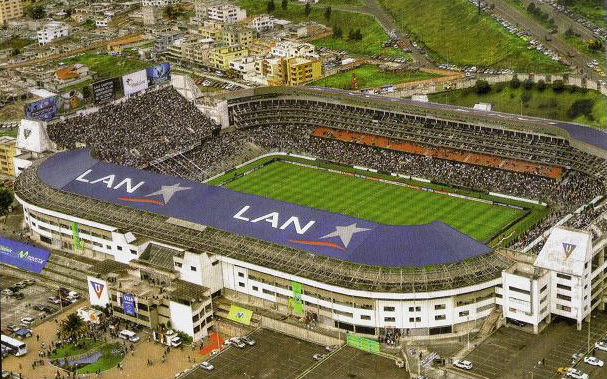
Estadio Rodrigo Paz

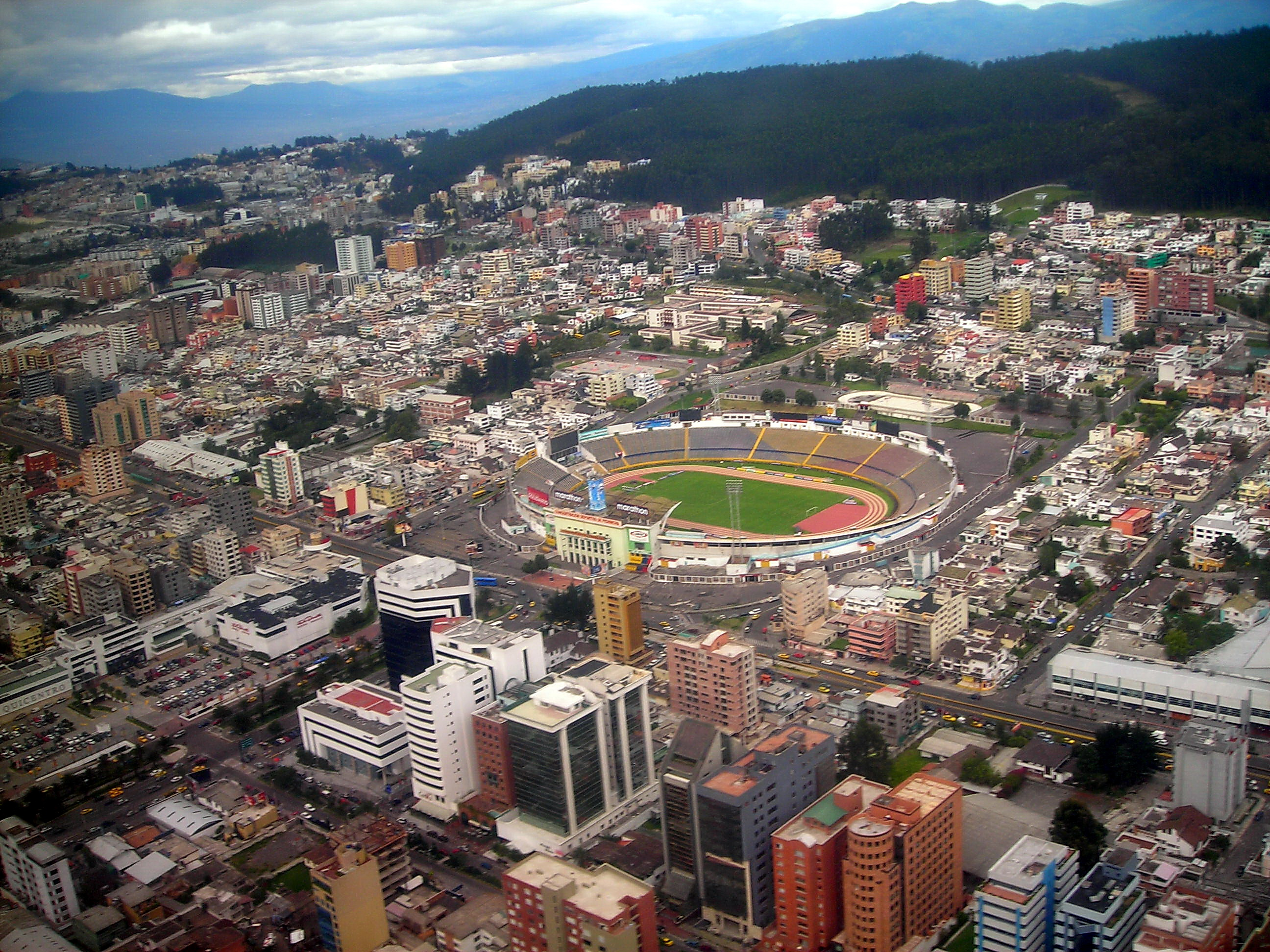
Estadio Olímpico Atahualpa

Los escenarios en los que se ven este encuentro histórico siempre eran en el Olímpico Atahualpa, sin embargo, Liga pudo tener su propio estadio en el año de 1997 llamado Casa Blanca, en la actualidad son estos dos estadios los que son protagonistas en este gran encuentro

## Historial total
Para confeccionar esta tabla se toman en cuenta sólo los partidos por torneos. No se toman en cuenta los amistosos.
Actualizado al 3 de mayo de 2025
| Motivo              | PJ  | GN | E  | GL | GolN | GolL |
| ------------------- | --- | -- | -- | -- | ---- | ---- |
| Campeonato Nacional | 227 | 78 | 71 | 78 | 289  | 293  |
| Copa Ecuador        | 1   | 0  | 1  | 0  | 0    | 0    |
| Supercopa           | 1   | 0  | 1  | 0  | 0    | 0    |
| Total Local         | 229 | 78 | 73 | 78 | 289  | 293  |
| Copa Sudamericana   | 4   | 2  | 1  | 1  | 7    | 7    |
| Copa Libertadores   | 4   | 1  | 1  | 2  | 7    | 8    |
| TOTALES             | 237 | 81 | 75 | 81 | 303  | 308  |

| PJ: Partidos Jugados       |
| GN: Ganador El Nacional    |
| GL: Ganador LDU            |
| E: Empate                  |
| GolN: Goles de El Nacional |
| GolL: Goles de LDU         |

## Títulos por club
| Interandino          | 6  | 0  | 6  |
| Serie A              | 13 | 13 | 26 |
| Copa Ecuador         | 1  | 2  | 3  |
| Supercopa de Ecuador | 3  | 0  | 3  |
| Copa Libertadores    | 1  | 0  | 1  |
| Copa Sudamericana    | 2  | 0  | 2  |
| Recopa Sudamericana  | 2  | 0  | 2  |
| Total                | 28 | 15 | 43 |

## Datos
- El máximo goleador a favor de Liga es el uruguayo Carlos Berrueta con 9 goles.
- El goleador de estos compromisos es Fabián Paz y Miño de El Nacional con 19 goles, le sigue Ebelio Ordóñez de El Nacional con 16 goles, Agustín Delgado tiene 11 goles, 7 con El Nacional y 4 con Liga.
- Mayor goleada de El Nacional a Liga de Quito: 5-0 campeonato ecuatoriano 2016
- Mayor goleada de Liga de Quito a El Nacional: 7-0 campeonato ecuatoriano 2003
- Liga de Quito sería el equipo que rompería con la gran racha que tenía el Nacional en el campeonato de 1990 siendo su más larga racha invicta de 26 partidos sin perder terminaría el encuentro 2 - 1 a favor de la Liga.
- En el Clásico Quiteño de 1997 entre Liga de Quito vs El Nacional que terminó 1 - 2 a favor de los visitantes fue un hecho histórico para el equipo del "BI-TRI", pues romperian una larga racha de partidos en los que Liga de Quito fue invicto por 18 partidos en su nuevo estadio.